# Зеленоклювая оропендола
Зеленоклювая оропендола (лат. Psarocolius atrovirens) — вид птиц рода оропендолы семейства трупиаловых. Подвидов не выделяют. Встречаются в Боливии, а также в Перу.

## Описание
Полы сходны по морфологии, оперение в основном темно-коричневато-зеленое или черновато-зеленое, с рыжевато-коричневым надхвостьем и крестцом. Клюв зеленовато-белый, на голове может быть несколько желтых перьев, радужка коричневая или синяя.

### Размер
Самец зеленоклювой оропендолы вырастает до 42 см см в длину, длина самки около 33 см.

## Распространение и среда обитания
Зеленоклювая оропендола встречается на восточной стороне Анд, её ареал простирается от провинции Уануко в центральном Перу до департамента Санта-Крус в Боливии. Встречается в горных лесах и на их опушках на высоте от 800 до 2600 м над уровнем моря.

## Питание
Рацион этой птицы, вероятно, состоит из насекомых, членистоногих, мелких позвоночных, нектара и фруктов.

## Размножение
Сезон размножения продолжается с октября по декабрь. Представители данного вида размножаются колониально, но размеры колоний невелики.